# Sandbad

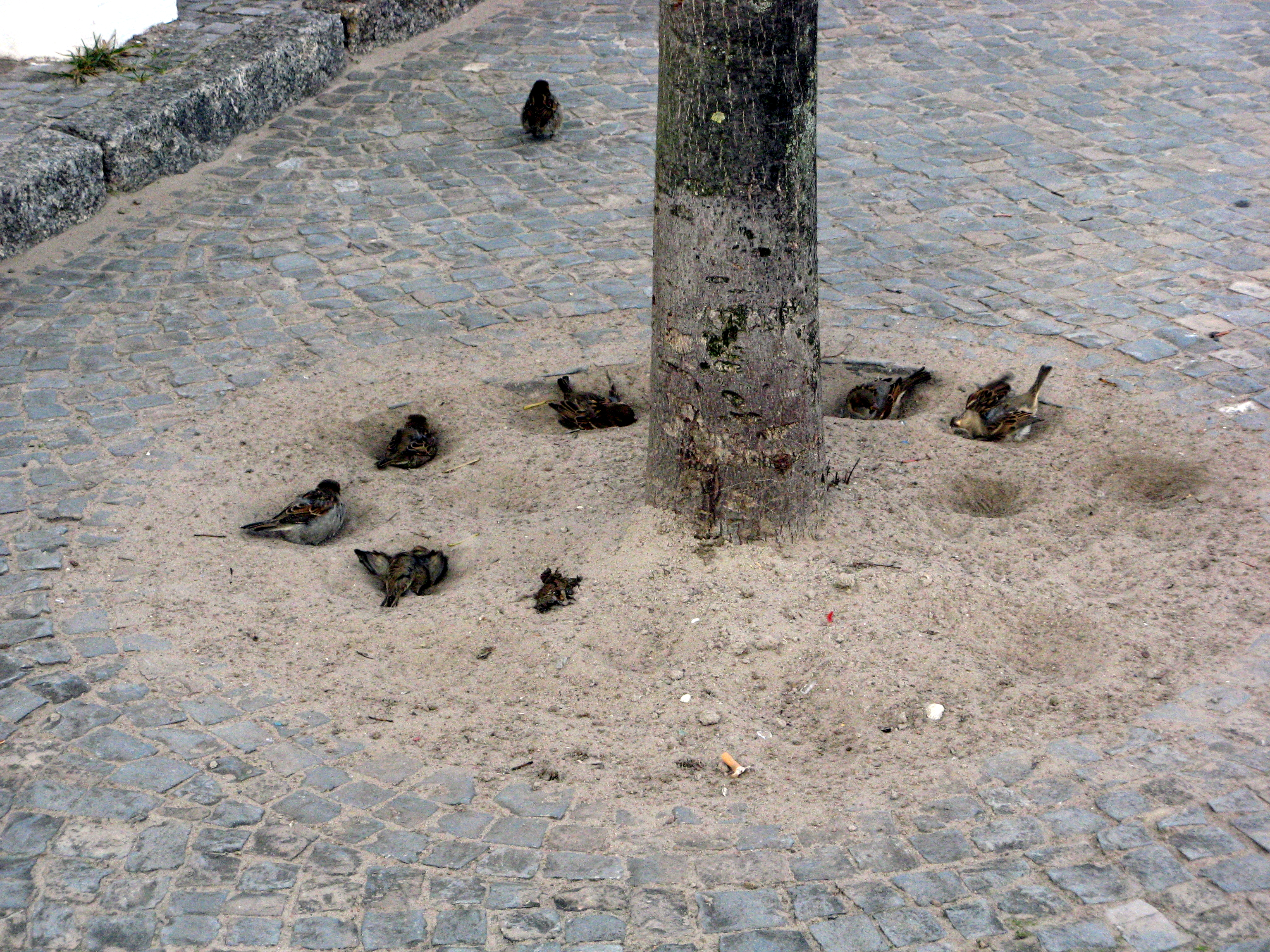
Spatzen beim Sandbad in Binz auf Rügen

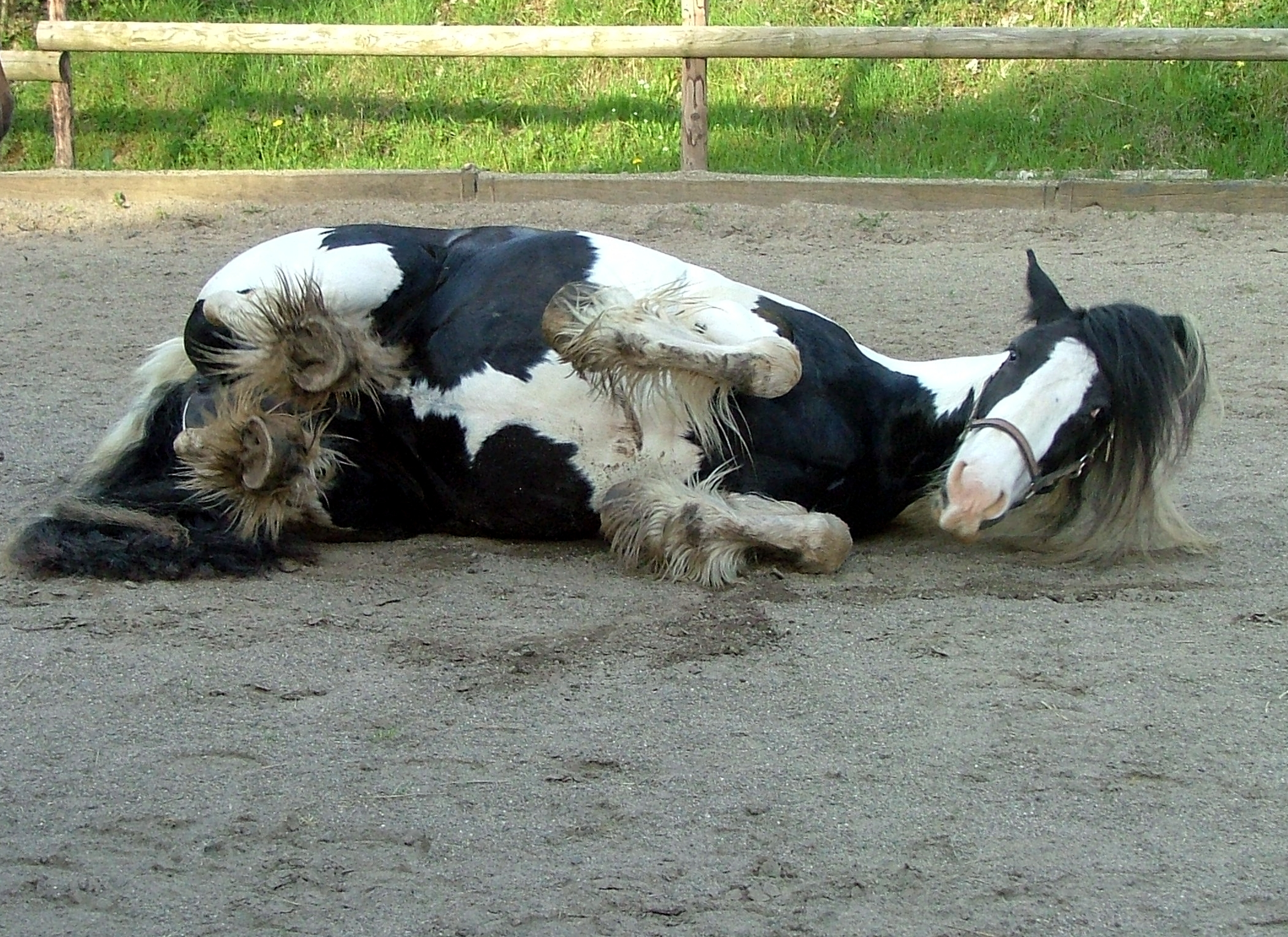
Pferd beim Sandbaden

Als Sandbaden (auch: Staubbaden) bezeichnet man eine vor allem unter Vögeln anzutreffende Form des Komfortverhaltens, die aber auch bei vielen anderen Landwirbeltieren wie Pferden und Zebras beobachtet werden kann.
Ebenfalls als Sandbad wird in der Haus- und Nutztierhaltung eine mit Sand oder anderem Streumaterial gefüllte Schale bezeichnet, in der die Tiere sandbaden können. In ähnlicher Weise wird der Begriff auch in der Freizeitindustrie und in der Chemie verwendet.

## Das Sandbad im Tierreich

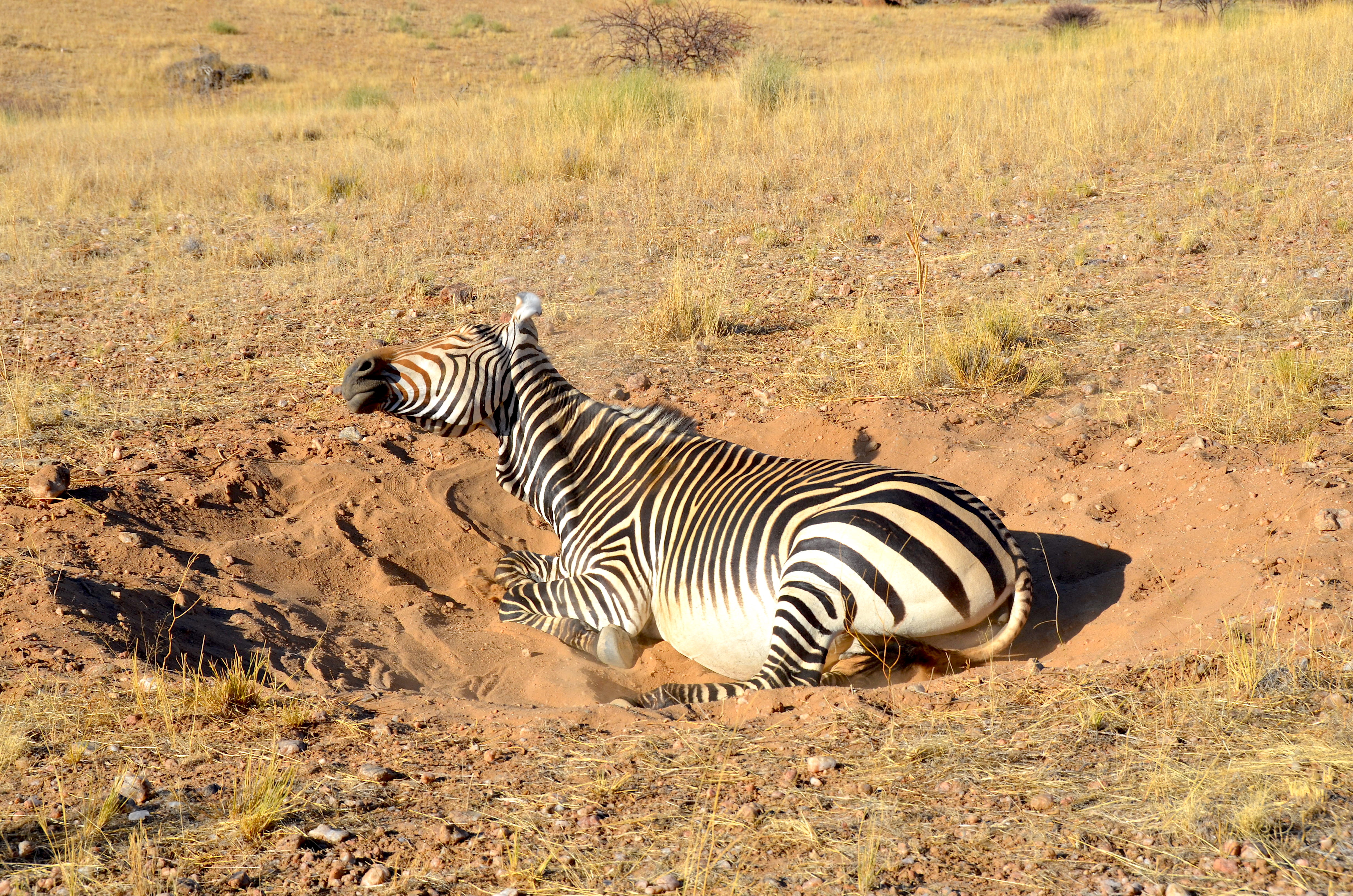
Sich im Sand wälzendes Bergzebra in Namibia

Ähnlich dem wesentlich verbreiteteren Wasserbad dient auch ein Sand- oder Staubbad sowie das Suhlen im Schlamm dem Reinigen des Gefieders, der Haut und des Fells. Bei vielen Tierarten ist es vermutlich eine Ersatzhandlung, wenn geeignete offene Wasserflächen fehlen. Viele Vögel besitzen zudem ein Gefieder, das eine Benetzung mit Wasser nahezu unmöglich macht; bei vielen Taubenarten perlt das Wasser beispielsweise so stark ab, dass ein Wasserbad keinen Nutzen brächte.
Die Tiere mancher Arten nutzen wiederholt bestimmte sonnige Plätze zum Sand- oder Staubbaden, zum Beispiel das Auerhuhn; sie werden als Huderkuhlen oder Huderpfannen bezeichnet. Hier bringt offenbar auch die im Bodensubstrat vorhandene thermische Energie, wenn sie auf den Körper aufgebracht wird, ein Wärme-Wohlgefühl.

### Vögel

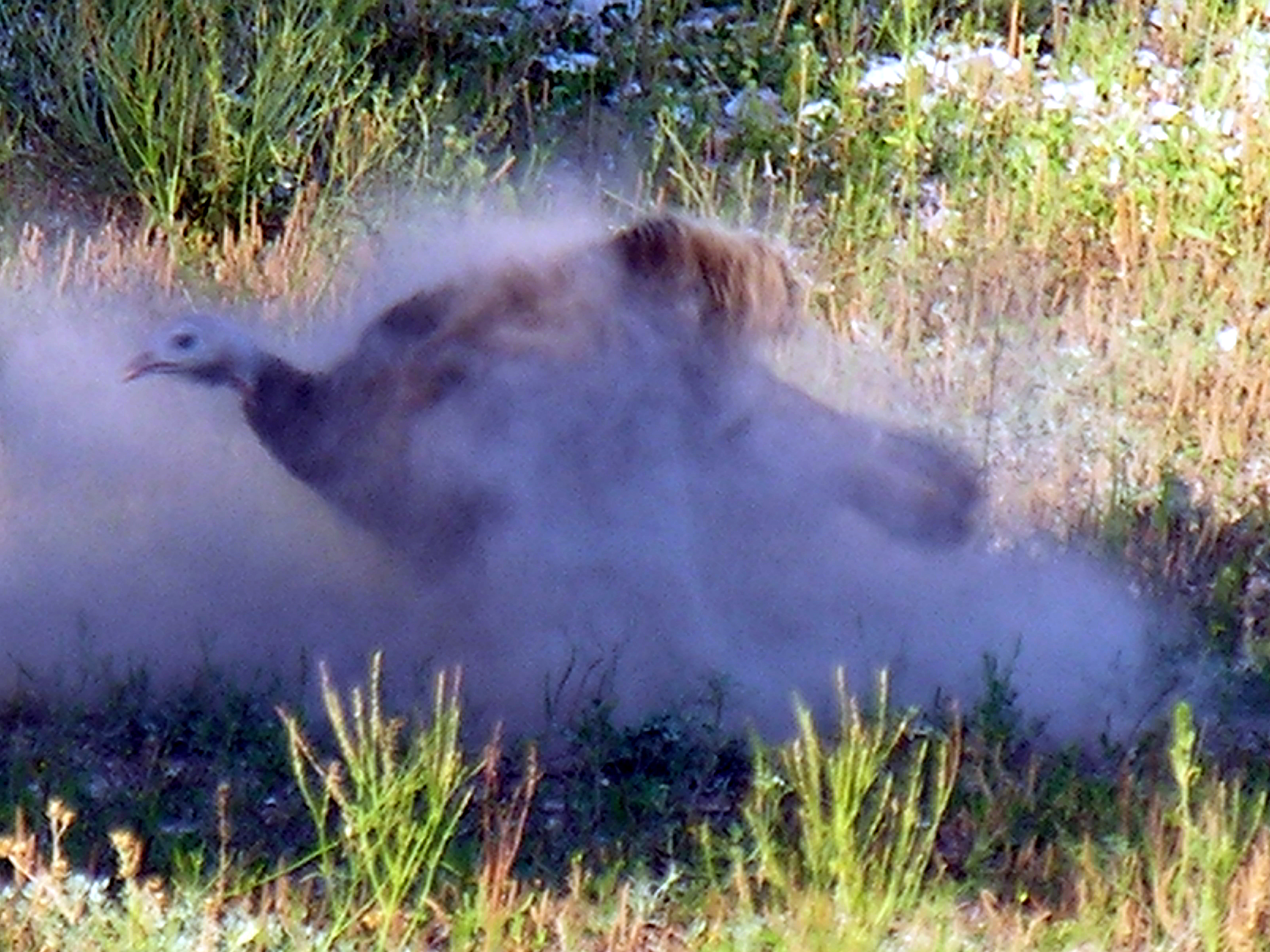
Ein Truthahn schüttelt sich nach einem Sandbad ab

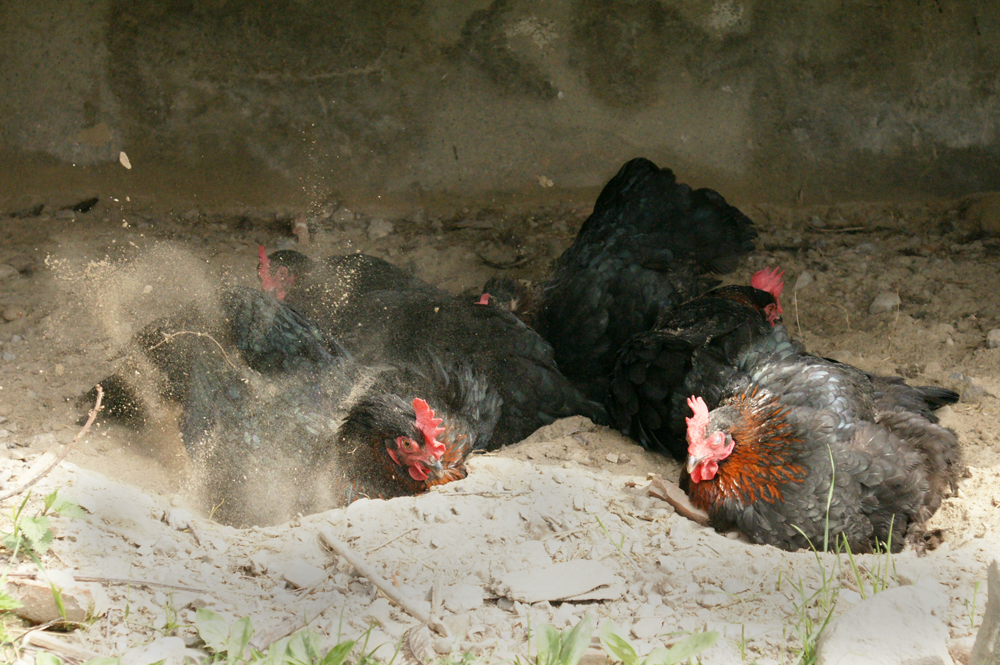
Marans-Hühner beim Sandbaden

Vögel ducken sich beim Sandbaden dicht an den Boden und wackeln mit dem Körper hin und her, wobei das lockere Bodenmaterial emporgewirbelt wird. Dabei spreizen sie meist auch einen oder beide Flügel ab. Anschließend schütteln sie sich meist heftig und zeigen Putzverhalten.
Das Urteil des Bundesverfassungsgerichtes zur Käfighennenhaltung vom 6. Juli 1999 ordnete das Sandbaden ebenfalls der „Eigenkörperpflege“ zu, die jede Tierhaltung einer Henne zu gestatten habe.
Die Verhaltensweise des Staubbadens ist bei einheimischen Arten, von wenigen Ausnahmen (Sperlinge, Zaunkönig) abgesehen, auf Bodenvögel beschränkt, kann aber zum Beispiel auch beim Brillentäubchen (Metriopelia cecilae) und bei der Galapagostaube (Nesopelia g. galapagoensis) beobachtet werden. Jürgen Nicolai beschrieb 1962 das Staubbaden der Brillentäubchen und dessen Entstehen im Verlauf der Stammesgeschichte so:

„Die Vögel lagen dabei wie Hühner in kleinen Sandmulden, schaufelten mit dem Schnabel vom Rande der Mulde Sand unter den Körper, um ihn dann mit schüttelnden Körperbewegungen hochzuschleudern und durch die aufgestellten Federn an die Haut zu bringen. (...) Das Staubbaden der Vögel ist wohl aus dem Wasserbaden herzuleiten. Die Bewegungselemente beider Verhaltensweisen sind noch weitgehend ähnlich, bzw. ihre Abwandlungen im Dienste der neuen Funktion sind leicht zu erkennen. Die nahe zentralnervöse Verwandtschaft beider Verhaltensweisen geht auch daraus hervor, dass Jungvögel von Arten, die ‚noch‘ über beide Verhaltensweisen verfügen, ihr Staubbad meist unmittelbar an das Wasserbad anschließen. (…) Auf den Beobachter macht dieses Verhalten wegen der vorübergehend völligen Verschmutzung des Gefieders einen geradezu unsinnigen Eindruck. (…) Welches evolutive ‚Interesse‘ daran besteht, neben einem Wasserbaden ein Staubbaden zu entwickeln und schließlich das erstere zugunsten des zweiten einzuschränken oder ganz aufzugeben, darüber lassen sich vorerst noch keinerlei Aussagen machen.“

Beim Auerhuhn gibt es inzwischen Untersuchungen, denen zufolge erhebliche Mengen an Parasiten in ihren Huderkuhlen – auch als Huderpfanne bekannt – gefunden wurden. Federmilben und Läuse (sogenannte Federlinge) halten sich an den Bodenpartikeln fest und werden dann beim Ausschütteln mit hoher Geschwindigkeit aus dem Gefieder geschleudert.

### Chinchillas
Unter den gängigen Haustieren sind Chinchillas diejenigen Tiere, die tägliche Sandbäder für ihre Gesundheit am nötigsten haben. Obwohl ihr dichtes, aus extrem feinen Haaren bestehendes Fell nicht wasserabweisend ist, besitzen auch Chinchillas Talgdrüsen. Beim Sandbad, während dessen sich die Tiere im Sand wiederholt wälzen, lagert sich überschüssiges Fett an die Sandpartikel und wird anschließend aus dem Fell geschüttelt. So schützen die Chinchillas ihr Fell vor dem Verkleben und Verfilzen und beugen Hautproblemen vor. Optimal ist ein im Tierhandel angebotener, quarzfreier Chinchilla-Sand, da zum Beispiel Vogelsand zu viele scharfkantige Körner enthält und die Haarspitzen schädigen würde.

### Hirsche und Wildschweine
Hirsche und Wildschweine wälzen sich regelmäßig in Schlammsuhlen, mit der Folge, dass ihr Rücken danach völlig verkrustet ist. Sobald der Schlamm getrocknet ist, springt er in größeren Brocken vom Körper ab oder wird an so genannten Malbäumen abgerieben. Äußerlich auf der Haut sitzende Parasiten werden in dieser Schlammkruste regelrecht eingebacken und können so vom Körper entfernt werden.

### Elefanten

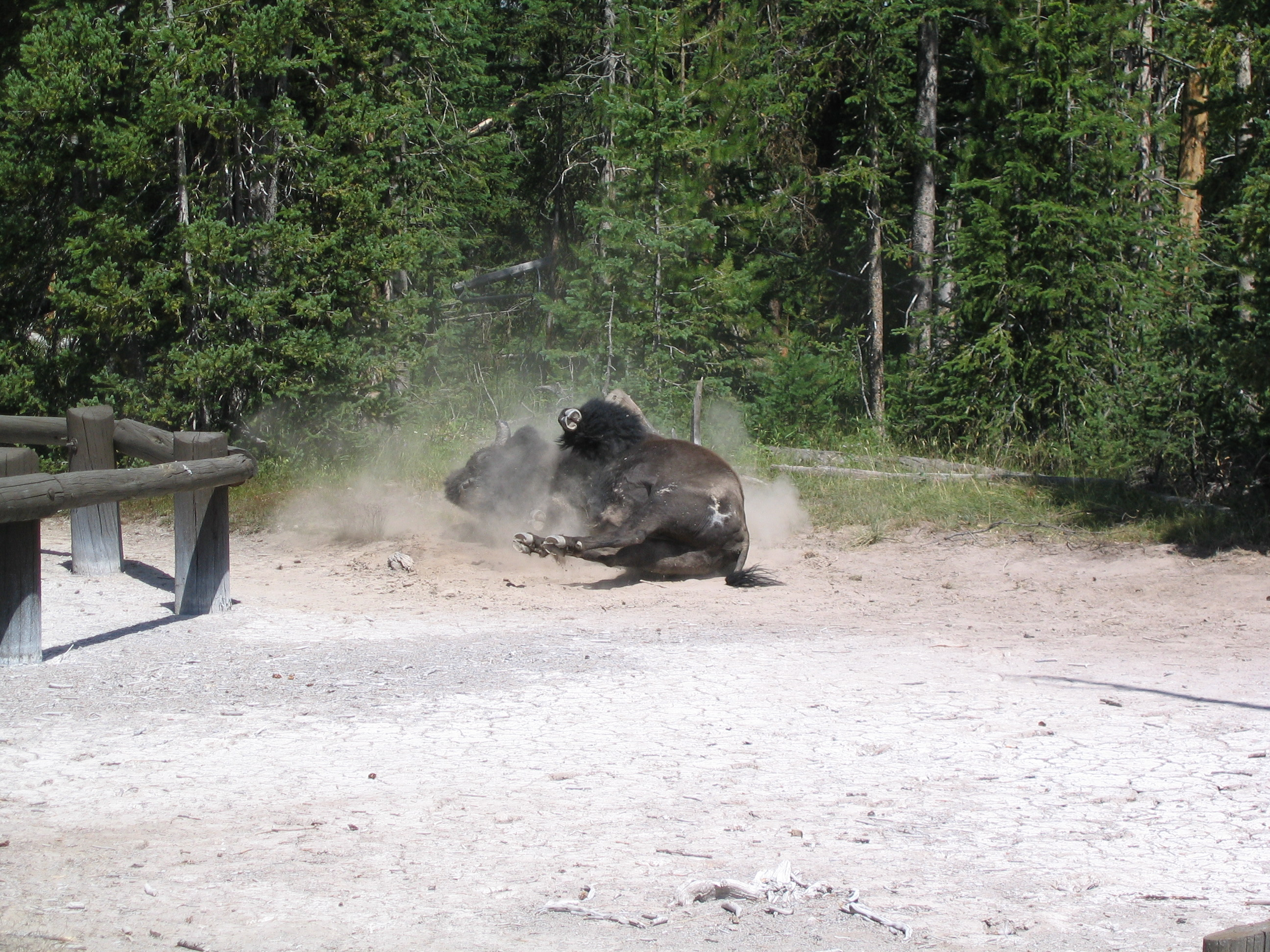
Amerikanischer Bison beim Staubbad im Yellowstone-Nationalpark

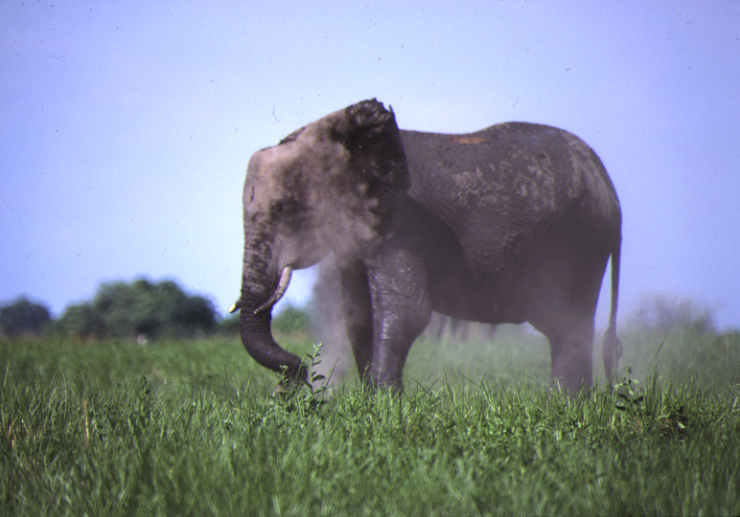
Afrikanischer Elefant beim Staubbaden in Botswana

Auch Büffel und Elefanten wälzen sich gelegentlich in Sand, Staub oder Morast. Bei Elefanten kann zudem beobachtet werden, dass sie mit ihrem Rüssel Bodenmaterial aufnehmen und, bevorzugt nach dem Baden, anschließend über ihren Körper pusten. Der Elefant „pudert“ seine Haut auf diese Weise ein, lässt das Material eintrocknen und scheuert sich dann an einem Baum. Parasiten werden dabei wie mit Schmirgelpapier abgerieben. Insbesondere dient dieses Verhalten dem Schutz der zahlreichen Hautfalten und ist insofern dem Einpudern empfindlicher Körperteile beim Menschen vergleichbar. In Zoos werden hierfür ersatzweise häufig Sägespäne verfügbar gemacht.
Marion Garai und Fred Kurt beschrieben das Verhalten der Elefanten in der Zeitschrift des Kölner Zoos so:

„Körperpflege (…) ist eine wichtige Aktivität zur Gesunderhaltung der Haut, als Schutz vor Sonne und Ektoparasiten. Dazu benötigen Elefanten Wasser, Schlamm, Sand und Objekte, an denen sie sich kratzen können. Häufig spielen aber solche ‚nichtsozialen‘ Aktivitäten eine Rolle in sozialen Begegnungen. Das Werfen von Sand dient nicht nur dazu, den Körper einzupudern, sondern wirkt auch als Drohverhalten. Soziale Haut- und Fellpflege, wie sie bei Primaten und Nagern gang und gäbe sind, kommen bei Elefanten, die in Menschenobhut leben, kaum vor. Bei wilden aber schon. Bei Regenfällen reiben sie ihre Körper an einander. Auch sie putzen Neugeborene mit Grasbündeln. In Menschenobhut können diese Verhaltensweisen meist nicht einsetzen, weil Partner, Platz und Substrate fehlen.“

## Belege
1. ↑  Schweizerischer Rassegeflügelzucht-Verband: Richtlinien zur Haltung von Ziergeflügel. (PDF) (Memento vom 27. Juni 2013 im Internet Archive).
2. ↑  Equus quagga (Equidae) – Verhalten von Steppenzebras. E 1043 „Hautpflegeverhalten“. Auf: TIB AV-Portal, auf: deutsche-digitale-bibliothek.de.
3. ↑   Argonne National Laboratory's Educational Programs (Memento vom 26. Februar 2015 im Internet Archive): Bird Dusting Behavior. Dump  vom 7. Oktober 2012.
4. ↑  provieh.de (PDF; 195 kB) (Memento vom 28. September 2007 im Internet Archive): Das Urteil des Bundesverfassungsgerichtes zur Käfighennenhaltung vom 6. Juli 1999.
5. ↑  Jürgen Nicolai: Über Regen-, Sonnen- und Staubbaden bei Tauben (Columbidae). In: Journal für Ornithologie. Band 103, Nr. 2/3, 1962, S. 135.
6. ↑  Jürgen Nicolai: Über Regen-, Sonnen- und Staubbaden bei Tauben (Columbidae). In: Journal für Ornithologie. Band 103, Nr. 2/3, 1962, S. 136 ff.
7. ↑   Marion E. Garai und Fred Kurt: Sozialisation und das Wohlbefinden der Elefanten. In: Zeitschrift des Kölner Zoos. Nr. 2, 2006, S. 91, Volltext (PDF; 644 kB) (Memento vom 3. Dezember 2013 im Internet Archive).